# Автомагістраль А68 (Франція)
Автомагістраль A68 — автострада на півдні Франції становить 61,9 кілометрів довжини. Вона з'єднує Тулузу з Альбі. Починається з перехрестя з A61 і перехрестя з A62. Він також відомий як L'autoroute du Pastel.

## Майбутнє
Є пропозиції продовжити автостраду до Сент-Етьєна через Ле-Пюї-ан-Веле.